# Phanerotoma subpygmaea
Phanerotoma subpygmaea är en stekelart som beskrevs av Granger 1949. Phanerotoma subpygmaea ingår i släktet Phanerotoma och familjen bracksteklar. Inga underarter finns listade i Catalogue of Life.